# Линн, Челси
Че́лси Линн (англ. Chelcie Lynn; род. 9 августа 1987, Оклахома-Сити, Оклахома, США) — американский ютубер, актриса и стендап-комик. Впервые опубликовала своё первое короткое видео на платформе Vine в 2013 году под псевдонимом Трейлер Треш Тамми, после чего, в 2015 году перешла на платформу YouTube и начала снимать видео категории мукбанг.

## Карьера
Начала свою карьеру с коротких развлекательных видео на платформе Vine под псевдонимом Trailer Trash Tammy, где своим образом изображала «белый мусор», не стесняясь в выражениях и внешнем виде.
В 2016 году она начала снимать мукбанги под своим псевдонимом, тем самым, увеличив свою аудиторию.
В 2019 году Челси начала путешествовать по территории США, выступая со своей стендап-комедией в различных комедийных клубах и на площадках.

## Фильмография

### Фильмы
| Год  | Русское название      | Оригинальное название | Роль           |
| ---- | --------------------- | --------------------- | -------------- |
| 2015 | Мандарин              | Tangerine             | Мадам Джиллиан |
| 2016 | Человек человеку волк | Dog Eat Dog           | Шейла          |

## Внешние ссылки
- Челси Линн в IMDb
- Канал Линн на YouTube